# Blackburneus calvus
Blackburneus calvus är en skalbaggsart som beskrevs av Schmidt 1909. Blackburneus calvus ingår i släktet Blackburneus och familjen Aphodiidae. Inga underarter finns listade.